# ...Baby One More Time (album)
...Baby One More Time is het debuutalbum van de Amerikaanse zangeres Britney Spears, dat op 3 juni 1999 werd uitgebracht in Nederland.
Het album was over de hele wereld succesvol, en met 30 miljoen verkochte exemplaren debuteerde het album op de eerste plek in de Amerikaanse Billboard 200, waarin het zes weken bleef staan. Hiermee werd het album het bestverkochte debuutalbum van een vrouwelijke artiest in de geschiedenis. Ook debuteerde het album op de eerste plek in Canada en bereikte het in vele andere landen de top tien. Het album behaalde in de Verenigde Staten veertien keer platina. Het stond 51 weken in de top tien van de Billboard 200 en 60 weken in de top twintig. Hiermee werd het album het op een na bestverkochte album van 1999 in de Verenigde Staten na Millennium van de Backstreet Boys. Het album was Spears' eerste album dat de diamanten status verkreeg.
Toen de eerste single, ...Baby One More Time, werd uitgebracht, werd Spears een fenomeen in de popmuziek. De single kroop naar de eerste plek in de Amerikaanse Billboard Hot 100. Deze single was de enige in haar carrière in bijna tien jaar, tot oktober 2008 toen haar single Womanizer' van het album Circus ook de eerste plaats bereikte.

## Promotie
Spears maakte veel werk van de promotie van dit album. Zo maakte zij speciaal voor dit album de volgende tournees:
- The Hair Zone Mall Tour
- Disney Concert (concertenreeks)
- The Baby One More Time Tour
- Crazy 2K Tour (slechts twee liedjes van Oops!...I Did It Again)

Daarnaast bezocht ze ook veel liveshows om vooral haar single ...Baby One More Time aan de man te brengen. Ook andere albumtracks en hits werden gepromoot. Zij was aanwezig in of bij onder meer:
- David Letterman
- Saturday Night Live (...Baby One More Time)
- Disney World (hits, albumtracks)
- Arthur Ashe Kids Day (hits, albumtracks)
- Teen Choice Awards 1999 (Sometimes, Crazy MEDLEY)
- Rockefeller Center (hits en Silent Night)
- Good Morning America (hits)
- MTV Europe Music Awards (EMA's) (...Baby One More Time, Crazy MEDLEY)
- Billboard Music Awards (...Baby One More Time, Crazy MEDLEY)

## Geschiedenis
Aanvankelijk zou het album simpelweg de titel Britney Spears meekrijgen, maar niet veel later werd voor ...Baby One More Time gekozen, omdat het succes van de gelijknamige single de verkoop van het album makkelijk kon doen stijgen en de titel herkenbaarder zou zijn bij het publiek. Alhoewel er eerst veel kritiek op het album was, werd het een megasucces.
...Baby One More Time was de bestverkochte single van het jaar 1999.

## Nummers op het album
1. "…Baby One More Time" (3:30)
2. "(You Drive Me) Crazy" (3:17)
3. "Sometimes" (4:05)
4. "Soda Pop" (3:20)
5. "Born to Make You Happy" (4:03)
6. "From the Bottom of My Broken Heart" (5:11)
7. "I Will Be There" (3:53)
8. "I Will Still Love You" (duet met Don Philip) (4:02)
9. "Thinkin' About You" (3:35)
10. "E-Mail My Heart" (3:41)
11. "The Beat Goes On" (3:43)
12. "Deep in My Heart" (bonustrack) (3:35)
13. "I'll Never Stop Loving You" (bonustrack) (3:39)
14. "Autumn Goodbye" (bonustrack) (3:40)
15. "...Baby One More Time (David Ospina Radio Mix)" (bonustrack) (3:26)
16. "...Baby One More Time (Boy Wunder Radio Mix)" (bonustrack) (3:27)

Op de single van Sometimes staat ook het promotienummer van haar parfum Curious getiteld I'm So Curious.

## ...Baby One More Time in de Hitlijsten
| Hitlijst                           | Hoogste positie |
| ---------------------------------- | --------------- |
| Australian ARIA Top 50             | 2               |
| Canadian Billboard Top 100         | 1               |
| U.K. Top 75                        | 2               |
| U.S. Billboard 200                 | 1 (6 weken)     |
| U.S. Billboard Top Internet Albums | 6               |